# Antipasto
Antipasto (flertal: antipasti) er det italienske ord for forret som betyder "før maden" (bogstaveligt, "før måltidet").: "Pasto" = måltid. I italiensk madtradition består antipasto typisk af kold mad som ost og rå eller marinerede grønsager som tilbehør til kød. Udtrykket inkluderer ofte også salat.